# Le Prestige (roman)
Pour les articles homonymes, voir Le Prestige.
Le Prestige (titre original : The Prestige) est un roman fantastique écrit par Christopher Priest, publié pour la première fois chez Touchstone Books (Simon & Schuster) en 1995 et traduit en français en 2001. Ce livre raconte la lutte entre deux prestidigitateurs de la fin du XIXe siècle.

## Personnages principaux
- Alfred Borden : prestidigitateur
- Rupert Angier : prestidigitateur
- Andrew Westley : reporter, arrière-petit-fils de Alfred Borden
- Kate Angier : arrière-petite-fille de Rupert Angier

## Résumé
Au hasard des reportages que lui a confié son journal, Andrew Borden s'est retrouvé cantonné à enquêter sur des affaires étranges. Au début du récit, il est envoyé par son patron dans le Derbyshire afin de collecter des informations sur une curieuse secte dont le gourou aurait, semble-t-il, des dons d’ubiquité.
Arrivé sur place, il réalise qu'on l'a fait venir sous un prétexte. Il s’agit d’un subterfuge mis au point par une femme nommée Kate Angier afin de le rencontrer. Celle-ci désire à la fois résoudre l'énigme de sa propre enfance et mettre fin au conflit qui oppose leurs deux familles depuis trois générations et dont ils subissent eux-mêmes encore les conséquences.
L'origine du conflit remonte à la fin du XIXe siècle. Alfred Borden et Rupert Angier, deux prestidigitateurs de renom, rivalisaient alors d'astuce et d'habileté, afin de développer « LE » numéro de magie, celui qui porterait son inventeur au sommet de la gloire et laisserait son rival dans l'ombre à tout jamais. La haine profonde que se vouaient les deux hommes s’est développée au fil des ans, à la suite de malentendus et de jalousie, renforcée par des maladresses et des tentatives de réconciliation avortées.

## Inspiration
Bien que les magiciens du roman soient fictifs, le thème de la rivalité est inspiré par l'esprit de compétition assez répandu entre magiciens durant l'ère victorienne, comme par exemple celle vécue par deux prestidigitateurs au XIXe siècle, entre Giuseppe Pinetti (surnommé le Professeur, comme le personnage de Borden) et Edmond de Grisy (dit Torrini), un des maîtres de Jean-Eugène Robert-Houdin (et noble, comme Angier).  Robert-Houdin raconte que le chevalier Pinetti aurait conduit Edmont de Grisy, alors à ses débuts d'escamoteur, à se ridiculiser lors d'une représentation. Il est possible que la rivalité se soit aussi inspiré de celle vécu par Nikola Tesla, présent dans l'histoire, et Thomas Edison.

## Thèmes centraux

### L'illusion
Le récit se présente sous la forme de plusieurs journaux intimes : ceux des magiciens rivaux Borden et Angier, mais aussi de leurs descendants respectifs Andrew Westley (enfant adopté, de naissance Nicholas Julius Borden) et Kate Angier,.

Il est capital de noter la place primordiale accordée à la première personne dans chacun des quatre textes composant le récit dans le livre. Le « je » est alors tour à tour auteur et personnage et jette le trouble sur ce qu'il est vraiment et sur ce qu'il raconte : 

« The story of my life is the story of the secrets by which I have lived my life. [..] The very act of describing my secrets might indeed be construed as a betrayal of myself, except of course that as I am an illusionist I can make sure you only see what I wish you to see. A puzzle is implicitly involved. »

— The Prestige, Part Two

### Pacte de lecture
En littérature, on parle de « pacte » de lecture à partir du moment où le lecteur ouvre le livre et commence à lire le récit, en prenant les informations données par l'auteur pour des vérités. Le lecteur accepte volontairement de faire confiance à l'auteur.
Le livre fait allusion à ce procédé, demandant au lecteur d'accepter le récit de la même manière qu'un spectateur le ferait en regardant un tour de magie. Ceci prend toute son importance lors de la lecture du journal d'Alfred Borden. Le magicien va alors invoquer un pacte et raconter son histoire à l'image d'un tour de magie, allant jusqu'à se complaire dans cette illusion en suggérant au lecteur l'image de ses mains jouant des tours : 

« Let me set out the Pact of Acquiescence under which I write these words so that those who read them will realize that what follows is not sorcery, but the appearance of it. First let me in a manner of speaking show you my hands, palms forward, fingers splayed, and I will say to you (and mark this well): "Every word in this notebook that describes my life and work is true, honestly meant and accurate in detail." »

L'auteur devient magicien et manipule le lecteur. Celui-ci devient spectateur et accepte d'être dupé volontairement au cours du roman.

## Adaptation cinématographique
Le roman de Christopher Priest a été adapté au cinéma par le réalisateur britannique Christopher Nolan qui a coécrit le scénario avec son frère Jonathan Nolan: Le Prestige est sorti en salles en 2006.
Alors que le récit original est en partie raconté par les descendants d'Angier et Borden, dans le film il est question seulement des journaux intimes des deux protagonistes, Borden et Angier.

## Prix
- Prix James Tait Black 1995.
- Prix World Fantasy du meilleur roman 1996.

## Éditions
- The Prestige, septembre 1995, Simon & Schuster, 404 pages  (ISBN 0-671-71924-6) ;
- Le Prestige, 16 mai 2001, trad. Michèle Charrier, Denoël, coll. Lunes d'encre, 409 pages,  (ISBN 978-2207251492) ;
- Le Prestige,  9 novembre 2006, trad. Michèle Charrier, Gallimard, coll. Folio SF, no 260, 512 pages  (ISBN 978-2070340774).